# Ernst Kissling
Ernst Kissling (* 12. August 1890 in Zürich; † 27. Mai 1973 ebenda) war ein Schweizer Bildhauer.

## Leben und Werk
Kissling erlernte bei seinem Grossonkel Richard Kissling die Bildhauerei. Anschliessend hielt er sich von 1906 bis 1909 in Paris auf. 1920 stellte er an der Biennale di Venezia aus. 1928/1929 liess er sich von Rudolf Steiger in Bergdietikon an der Holenstrasse ein Atelierhaus bauen. Dieses wurde 2000–2005 restauriert.